# Zone urbanistiche di Roma
Le 155 zone urbanistiche di Roma sono una suddivisione dei Municipi di Roma Capitale, istituite nel 1977 a fini statistici e di pianificazione e gestione del territorio, secondo criteri di omogeneità dal punto di vista urbanistico. I confini sono individuati lungo le soluzioni di continuità più o meno marcate del tessuto urbano.
I codici alfanumerici sono composti dal numero del Municipio di appartenenza (secondo la vecchia numerazione) e da una lettera progressiva, ma non sono stati aggiornati dopo il riordino dei Municipi nel 2013.
Dopo tale riordino, sono stati parzialmente modificati i confini di alcuni municipi:
- nel 2021 l'intera zona urbanistica 8A Torrespaccata è passata dal Municipio VI al Municipio VII[3][4]
- nel 2023 il Municipio V ha acquisito parti delle zone urbanistiche 5F Tor Cervara e 5L Settecamini dal Municipio IV e 8D Acqua Vergine dal Municipio VI[5][6]

## Elenco per Municipio

Mappa delle zone urbanistiche di Roma

- Municipio Roma I: 1A Centro Storico, 1B Trastevere, 1C Aventino, 1D Testaccio, 1E Esquilino, 1F XX Settembre, 1G Celio, 1X Zona archeologica, 17A Prati, 17B Della Vittoria, 17C Eroi
- Municipio Roma II: 2A Villaggio Olimpico, 2B Parioli, 2C Flaminio, 2D Salario, 2E Trieste, 2X Villa Borghese, 2Y Villa Ada, 3A Nomentano, 3B San Lorenzo, 3X Università, 3Y Verano
- Municipio Roma III: 4A Monte Sacro, 4B Val Melaina, 4C Monte Sacro Alto, 4D Fidene, 4E Serpentara, 4F Casal Boccone, 4G Conca d'Oro, 4H Sacco Pastore, 4I Tufello, 4L Aeroporto dell'Urbe, 4M Settebagni, 4N Bufalotta, 4O Tor San Giovanni
- Municipio Roma IV: 5A Casal Bertone, 5B Casal Bruciato, 5C Tiburtino Nord, 5D Tiburtino Sud, 5E San Basilio, 5F Tor Cervara[7], 5G Pietralata, 5H Casal de' Pazzi, 5I Sant'Alessandro, 5L Settecamini[7]
- Municipio Roma V: 6A Torpignattara, 6B Casilino, 6C Quadraro, 6D Gordiani, 7A Centocelle, 7B Alessandrina, 7C Tor Sapienza, 7D La Rustica, 7E Tor Tre Teste, 7F Casetta Mistica, 7G Centro Direzionale Centocelle, 7H Omo
- Municipio Roma VI: 8B Torre Maura, 8C Giardinetti-Tor Vergata, 8D Acqua Vergine[7], 8E Lunghezza, 8F Torre Angela, 8G Borghesiana, 8H San Vittorino
- Municipio Roma VII: 8A Torrespaccata, 9A Tuscolano Nord, 9B Tuscolano Sud, 9C Tor Fiscale, 9D Appio, 9E Latino, 10A Don Bosco, 10B Appio-Claudio, 10C Quarto Miglio, 10D Pignatelli, 10E Lucrezia Romana, 10F Osteria del Curato, 10G Romanina, 10H Gregna, 10I Barcaccia, 10L Morena, 10X Ciampino
- Municipio Roma VIII: 11A Ostiense, 11B Valco San Paolo, 11C Garbatella, 11D Navigatori, 11E Tor Marancia, 11F Tre Fontane, 11G Grottaperfetta, 11X Appia Antica Nord, 11Y Appia Antica Sud
- Municipio Roma IX: 12A Eur, 12B Villaggio Giuliano, 12C Torrino, 12D Laurentino, 12E Cecchignola, 12F Mezzocammino, 12G Spinaceto, 12H Vallerano Castel di Leva, 12I Decima, 12L Porta Medaglia, 12M Castel Romano, 12N Santa Palomba, 12X Tor di Valle
- Municipio Roma X: 13A Malafede, 13B Acilia Nord, 13C Acilia Sud, 13D Palocco, 13E Ostia Antica, 13F Ostia Nord, 13G Ostia Sud, 13H Castel Fusano, 13I Infernetto, 13X Castel Porziano
- Municipio Roma XI: 15A Marconi, 15B Portuense, 15C Pian due Torri, 15D Trullo, 15E Magliana, 15F Corviale, 15G Ponte Galeria
- Municipio Roma XII: 16A Colli Portuensi, 16B Buon Pastore, 16C Pisana, 16D Gianicolense, 16E Massimina, 16F Pantano di Grano, 16X Villa Pamphili
- Municipio Roma XIII: 18A Aurelio Sud, 18B Val Cannuta, 18C Fogaccia, 18D Aurelio Nord, 18E Casalotti di Boccea, 18F Boccea
- Municipio Roma XIV: 19A Medaglie d'Oro, 19B Primavalle, 19C Ottavia, 19D Santa Maria della Pietà, 19E Trionfale, 19F Pineto, 19G Castelluccia, 19H Santa Maria di Galeria
- Municipio Roma XV: 20A Tor di Quinto, 20B Acquatraversa, 20C Tomba di Nerone, 20D Farnesina, 20E Grotta Rossa Ovest, 20F Grotta Rossa Est, 20G Giustiniana, 20H La Storta, 20I Santa Cornelia, 20L Prima Porta, 20M Labaro, 20N Cesano, 20O Martignano, 20X Foro Italico